# Hans I. von Angelach-Braubach
Hans I. von Angelach-Braubach († 1400) war ein Reichsritter aus dem Adelsgeschlecht Braubach. Er ist der Begründer des Familienzweigs der von Angelach-Braubach.

## Familie
Hans I. war der Sohn des Johann von Braubach, der sich noch nicht von Angelach nannte, sondern von Braubach. Hans war verheiratet mit Petrissa von Fechenbach. Aus dieser Ehe sind uns die Söhne Wilhelm und Eberhart bekannt.

## Leben
Hans I. wurde 1374 vom Grafen Heinrich von Sponheim mit Leimen und Nußloch belehnt. Im Jahr 1378 gab es gemeinsam mit seiner Frau einen Erbvergleich mit den von Aschhausen. 1380 diente er unter dem Hauptmann Graf Wolf von Eberstein der Stadt Speyer. 1390 wird Hans I. als Schultheiß zu Heidelberg in kurpfälzischen Diensten genannt.
Im Jahr 1392 tauschten Hans I. und seine Söhne Wilhelm und Eberhart mit ihrem Verwandten Ritter Dietrich von Rheinberg verschiedene katzenelnbogische Lehen. Sie überließen Dieter die in der Nähe von Braubach liegenden Lehen in Pfaffendorf, Horchheim, Lahnstein, Spay, Miehlen und Geisig. Dafür erhielten sie Lehen in Hahn, heute ein Stadtteil von Ober-Ramstadt.
Hans I. starb 1400 und seine Söhne setzten den Familienzweig der Herren von Angelach-Braubach fort.